# Polystira oxytropis
Polystira oxytropis é uma espécie de gastrópode do gênero Polystira, pertencente a família Turridae.